# Scarygirl
Scarygirl (aussi stylisé ScaryGirl) est un jeu vidéo d'aventure et de plates-formes développé par TikGames et édité par Square Enix, sorti en 2012 sur Windows, PlayStation 3 et Xbox 360.
Avant d'être un jeu pour PC et consoles, Scarygirl était un roman graphique de Nathan Jurevicius, un jeu Flash et un titre téléchargeable sur PlayStation Portable.

## Accueil
- Edge : 3/10[1]
- Eurogamer : 6/10[2]
- GamesRadar+ : 3,5/5[3]
- IGN : 7,5/10[4]